# 塞尔维特足球俱乐部
塞尔维特足球俱乐部（Servette FC），是瑞士日内瓦的足球俱乐部，历史上是瑞士法语区第一大俱乐部。
塞尔维特足球俱乐部成立于1890年3月20日，曾17次夺得过瑞士顶级足球联赛冠军，7次夺得瑞士杯冠军。由于受博斯曼法案的影响，加之多年经营不善，2005年2月4日，该俱乐部的母公司宣布破产，球队也被勒令降至丙级，2006年，球队升回瑞士挑战联赛（第二级联赛）。2011年5月31日，球队通过附加赛重新回到顶级联赛。